# Jodhpur (huyện)
Huyện Jodhpur là một huyện thuộc bang Rajasthan, Ấn Độ. Thủ phủ huyện Jodhpur đóng ở Jodhpur. Huyện Jodhpur có diện tích 22850 ki lô mét vuông. Đến thời điểm năm 2001, huyện Jodhpur có dân số 2880777 người.